# Hany Mukhtar
Hany Mukhtar (Berlin, 1995. március 21. –) német utánpótlás-válogatott labdarúgó, az amerikai Nashville középpályása.

## Pályafutása

### Klubcsapatban
A Hertha BSC utánpótlásában 67 alkalommal játszott, 2013 nyarától lett a felnőtt csapat tagja, abban a szezonban 7 mérkőzésen játszott a másodosztályban. A következő szezonban már a Bundesligában lépett pályára 10 alkalommal.

### A válogatottban
36 alkalommal lépett pályára a német utánpótlás-válogatottakban, ezeken a mérkőzéseken 14 gólt szerzett. A 2014-es U19-es labdarúgó-Európa-bajnokságon aranyérmet szerzett a német csapat tagjaként, a döntőben az ő góljával győzték le Portugáliát.

## Sikerei, díjai

### Klub
- Hertha BSC:
  - Bundesliga 2: 2012–13
- Benfica:
  - Portugál bajnok: 2014–15
- Red Bull Salzburg:
  - Osztrák Bundesliga: 2015–16
  - Osztrák kupa: 2015–16
- Brøndby IF:
  - Dán kupa: 2017–18

### Válogatott
- Németország U19
  - U19-es labdarúgó-Európa-bajnokság: 2014

### Egyéni
- U19-es labdarúgó-Európa-bajnokság – Torna csapatának tagja: 2014
- MLS All-Stars: 2023